# Cantharolethrus luxerii
Cantharolethrus luxerii es una especie de coleóptero de la familia Lucanidae. La especie fue descrita por Jean Baptiste Lucien Buquet en 1843.

## Subespecies
- Cantharolethrus luxerii inflexus Boileau, 1899
- Cantharolethrus luxerii luxerii (Buquet, 1843)

= Dorcus luxerii Buquet, 1843
= Cantharolethrus luxerii georgius Thomson, 1862
= Pholidotus luxerii reichei Hope, 1843

## Distribución geográfica
Habita en Colombia, Costa Rica y Panamá.